# 斡兒答
斡兒答（1204年—1251年），又称斡鲁朵、鄂尔达，铁木真的长孙，朮赤的長子，拔都的大哥，白帳汗國開國君主。

## 生平
斡兒答是朮赤長子，跟随父亲西征。朮赤把管事權交給次子拔都，斡兒答則是得到東至巴爾喀什湖、西至伏爾加河的土地，大約在現在的哈薩克一帶。成吉思汗去世后，1229年，斡兒答参与拥立窝阔台为大汗。
他最著名的事跡是蒙古第二次西征；1235年，他攻掠莫尔多维亚、也烈赞，與察合台系的不里、拜達及窩闊台系的合丹入侵波蘭，以二萬人入侵克拉科夫，打敗條頓騎士團（列格尼卡战役）。1242年，听说窝阔台去世，与拔都一起撤军。1251年，参与拥立蒙哥为大汗。
他的汗國傳了11代，至脫脫迷失時，與金帳汗國合併。他与兄弟乌都、桑库尔、秃花帖木儿指揮欽察汗國左翼軍，因此有左翼王之稱，且拉施德丁說他的名字在欽察汗國的詔書中排在拔都前面。
| 前任： 朮赤 | 白帐汗国君主 1226年—1251年 | 繼任： 洪格黑兰 |

## 子孙
- 长子：撒儿塔赫台
  - 3科齐
    - 4伯颜
      - 6萨昔不花
        - 7阿必散
          - 斡耳答·撒黑
            - 穆拉德·火者（金帐汗国第19任汗）

          - 9沉台

        - 8穆巴拉·火者
        - 卡迪尔汗（金帐汗国第15任汗）
          - 帖木儿火者（金帐汗国第16任汗）
            - 阿齐兹汗（金帐汗国第21任汗）
- 次子：忽里
- 三子：忽鲁迷失
- 四子：1洪格黑兰
- 五子：出儿马海
- 六子：忽秃灰
- 七子：旭烈台
  - 2帖木儿不花
    - 5古卜鲁克

## 延伸阅读
[在维基数据编辑]
 《新元史/卷106》，出自柯劭忞《新元史》